# Macedonia na Zimowej Uniwersjadzie 2013
Macedonia na Zimowej Uniwersjadzie 2013 reprezentowana była przez 2 sportowców.

## Reprezentanci

### Narciarstwo alpejskie

#### Mężczyźni
- Dardan Dehari
- Antonio Ristevski

| Konkurencja   | Zawodnik          | Zjazd 1. | Zjazd 1. | Zjazd 2. | Zjazd 2. | Suma    | Miejsce |
| Konkurencja   | Zawodnik          | Czas     | Miejsce  | Czas     | Miejsce  | Suma    | Miejsce |
| ------------- | ----------------- | -------- | -------- | -------- | -------- | ------- | ------- |
| Supergigant   | Antonio Ristevski | 1:30,86  | 52.      | —        | —        | 1:30,86 | 52.     |
| Slalom gigant | Antonio Ristevski | 58,94    | 62.      | 58,33    | 59.      | 1:57,27 | 56.     |
| Slalom gigant | Dardan Dehari     | 57,46    | 53.      | 56,25    | 47.      | 1:53,71 | 46.     |
| Slalom        | Antonio Ristevski | 50,17    | 39.      | 52,34    | 39.      | 1:42,51 | 36.     |
| Slalom        | Dardan Dehari     | DNF      | DNF      | —        | —        | DNF     | DNF     |

| Konkurencja | Zawodnik          | Punkty | Punkty      | Punkty        | Punkty | Suma | Miejsce |
| Konkurencja | Zawodnik          | Zjazd  | Supergigant | Slalom gigant | Slalom | Suma | Miejsce |
| ----------- | ----------------- | ------ | ----------- | ------------- | ------ | ---- | ------- |
| Kombinacja  | Antonio Ristevski | -      | 49          | 45            | 65     | 159  | 27.     |